# Wilhelm Haase (Widerstandskämpfer)
Wilhelm Haase (* 18. Februar 1890 in Berlin; † 15. März 1965 in Ost-Berlin) war ein deutscher kommunistischer Gewerkschaftsfunktionär und Widerstandskämpfer.

## Leben
Haase besuchte die Volksschule und absolvierte eine Dreherlehre. 1907 trat er in den Deutschen Metallarbeiter-Verband (DMV) ein. Während des Ersten Weltkrieges organisierte sich Haase in der Unabhängigen Sozialdemokratischen Partei Deutschlands (USPD). Im Zuge der Novemberrevolution trat er in den Spartakusbund ein. Dadurch wurde Haase zur Jahreswende 1918/19 zum Mitbegründer der Kommunistischen Partei Deutschlands (KPD). Aufgrund von Unzufriedenheit mit der parteipolitischen Positionierung in der Gewerkschaftsfrage trat Haase 1920 aus der KPD aus. Auch den DMV verließ er zeitweilig. Er schloss sich der von der KPD abgespaltenen Kommunistischen Arbeiterpartei Deutschlands (KAPD) an, die radikaler als die KPD auftrat. Nachdem die KAPD an Bedeutung verloren hatte, trat Haase 1926 erneut in die KPD ein.
Haase engagierte sich ab 1928/29 für die Revolutionäre Gewerkschafts-Opposition (RGO). Für die RGO wurde er als Betriebsrat in den Osram-Werken gewählt. Wegen seines gewerkschaftspolitischen Engagements auf betrieblicher Ebene für die RGO und aufgrund der schwierigen ökonomischen Situation im Zusammenhang mit der Weltwirtschaftskrise verlor Haase 1931 seinen Arbeitsplatz. In dieser Zeit engagierte er sich auch im Einheitsverband der Metallarbeiter Berlins (EVMB), dem ersten eigenständigen Verband der RGO. Für den EVMB übernahm der Kommunist von circa Ende 1931 bis Anfang 1933 die Funktion eines Bezirksleiters im Verbandsbezirk Süde (Marienfelde-Tempelhof). Er löste in dieser Funktion Walter Dittmar ab.
Nach dem Beginn des Nationalsozialismus nahmen die NS-Verfolger Haase mehrfach fest. Ab Frühjahr 1933 engagierte er sich im Widerstand für den illegalen EVMB in Berlin-Prenzlauer Berg und in Berlin-Weißensee, wo er wenig bekannt war. Schließlich wurde er Mitte 1933 Bezirksleiter des illegalen EVMB in Weißensee. Mitte Dezember 1933 verhaftete die Gestapo Haase. Vom 15. Dezember 1933 bis 6. Januar 1934 wurde er im KZ Columbia und vom 6. Januar bis 16. Januar 1934 im KZ Oranienburg inhaftiert. Die NS-Verfolger warfen Haase vor, für die „hochverräterischen Ziele“ des EVMB tätig gewesen zu sein. Deshalb verurteilte ihn das Berliner Kammergericht Mitte 1934 zu zwei Jahren Haft, die er in den Gefängnissen in Berlin-Plötzensee und Berlin-Tegel verbüßte. Nach der Entlassung beteiligte sich Haase erneut an kleineren Widerstandsaktivitäten in kommunistischen Zirkeln. Die Wehrmacht schloss Haase vom Kriegsdienst wegen seiner politischen Vergangenheit aus.
Nach dem Ende des Zweiten Weltkrieges beteiligte sich Haase am Wiederaufbau in Ost-Berlin. Er trat 1945 in die KPD ein, durch die er 1946 zur Sozialistische Einheitspartei Deutschlands (SED) kam. Später war Haase Angestellter bei der Parteiführung und für die Zusammenarbeit von SED-Gremien mit dem Freien Deutschen Gewerkschaftsbund (FDGB) verantwortlich.